# Champteussé-sur-Baconne
Champteussé-sur-Baconne est une ancienne commune française située dans le département de Maine-et-Loire, en région Pays de la Loire, devenue le 1er janvier 2016, une commune déléguée de la commune nouvelle de Chenillé-Champteussé.
Cette petite commune du Haut-Anjou située à une vingtaine de kilomètres d'Angers est constituée de petites rues étroites où l'on peut découvrir des petites maisons en pierres apparentes, qui lui vaut d'être classée parmi les villages de charme du département.

## Géographie
La commune se trouve dans le Haut-Anjou, dans la partie orientale du Segréen, au nord du département.
Situé à quelques kilomètres des limites de la Mayenne, entre Châteauneuf-sur-Sarthe et Le Lion d'Angers, Champteussé est une commune rurale d'environ deux-cents habitants. Pour y accéder à partir du Lion d'Angers, on prend la D 770 via Thorigné-d'Anjou,.
Le climat est tempéré. L'élevage et l'agriculture sont les principales activités du village.

## Urbanisme
En 2009 on trouvait 111 logements sur la commune de Champteussé-sur-Baconne, dont 81 % étaient des résidences principales, pour une moyenne sur le département de 91 %, et dont 68 % des ménages en étaient propriétaires.

## Toponymie et héraldique

### Héraldique
| Blason de Champteussé-sur-Baconne | Blason  | Coupé : au 1er divisé en chevron de gueules et de sable, à la tierce en chevron d'or brochant sur la partition accompagnée de trois masques de chat du même, au 2e de sinople à la barre ondée d’argent chargée en cœur d’un fer de moulin de pourpre et accompagnée en pointe d’un groupe isolé de quatre rochers d’or. |
| Blason de Champteussé-sur-Baconne | Détails | Le statut officiel du blason reste à déterminer. |

## Histoire
Pendant la Première Guerre mondiale, 20 habitants perdent la vie.
Champteussé devient Champteussé-sur-Baconne le 8 mars 1962.
Le 21 décembre 2015 les deux communes de Champteussé-sur-Baconne et de Chenillé-Changé se regroupent pour former la commune nouvelle de Chenillé-Champteussé, et deviennent des communes déléguées<.

## Politique et administration

### Administration municipale

#### Administration actuelle
Depuis le 1er janvier 2016 Champteussé-sur-Baconne constitue une commune déléguée au sein de la commune nouvelle de Chenillé-Champteussé et dispose d'un maire délégué.
| Période      | Période  | Identité           | Étiquette | Qualité |
| ------------ | -------- | ------------------ | --------- | ------- |
| janvier 2016 | en cours | Jean-Pierre Bouvet |           |         |

#### Administration ancienne
| Période                                  | Période       | Identité              | Étiquette | Qualité                                                      |
| ---------------------------------------- | ------------- | --------------------- | --------- | ------------------------------------------------------------ |
| Les données manquantes sont à compléter. |               |                       |           |                                                              |
| 1977                                     | 2008          | Jean-Marie Laurenceau | UMP       | Directeur de société président de la CC Région Lion-d'Angers |
| mars 2008                                | décembre 2015 | Jean-Pierre Bouvet    | SE        | Agriculteur                                                  |

### Ancienne situation administrative
Jusqu'en 2015, la commune est membre de la communauté de communes de la région du Lion-d'Angers, elle-même membre du syndicat mixte Pays de l'Anjou bleu, Pays segréen.

## Population et société

### Démographie

#### Évolution démographique
L'évolution du nombre d'habitants est connue à travers les recensements de la population effectués dans la commune depuis 1793. À partir du 1er janvier 2009, les populations légales des communes sont publiées annuellement dans le cadre d'un recensement qui repose désormais sur une collecte d'information annuelle, concernant successivement tous les territoires communaux au cours d'une période de cinq ans. 
Pour les communes de moins de 10 000 habitants, une enquête de recensement portant sur toute la population est réalisée tous les cinq ans, les populations légales des années intermédiaires étant quant à elles estimées par interpolation ou extrapolation. Pour la commune, le premier recensement exhaustif entrant dans le cadre du nouveau dispositif a été réalisé en 2006,.
En 2013, la commune comptait 228 habitants, en évolution de 0 % par rapport à 2008 (Maine-et-Loire : +3,3 %, France hors Mayotte : +2,49 %).
| 1793 | 1800 | 1806 | 1821 | 1831 | 1836 | 1841 | 1846 | 1851 |
| ---- | ---- | ---- | ---- | ---- | ---- | ---- | ---- | ---- |
| 452  | 450  | 484  | 486  | 494  | 423  | 418  | 458  | 461  |

| 1856 | 1861 | 1866 | 1872 | 1876 | 1881 | 1886 | 1891 | 1896 |
| ---- | ---- | ---- | ---- | ---- | ---- | ---- | ---- | ---- |
| 461  | 472  | 488  | 486  | 520  | 495  | 449  | 451  | 404  |

| 1901 | 1906 | 1911 | 1921 | 1926 | 1931 | 1936 | 1946 | 1954 |
| ---- | ---- | ---- | ---- | ---- | ---- | ---- | ---- | ---- |
| 378  | 385  | 359  | 332  | 325  | 330  | 327  | 313  | 304  |

| 1962 | 1968 | 1975 | 1982 | 1990 | 1999 | 2006 | 2011 | 2013 |
| ---- | ---- | ---- | ---- | ---- | ---- | ---- | ---- | ---- |
| 276  | 243  | 217  | 181  | 183  | 187  | 222  | 227  | 228  |

#### Pyramide des âges
La population de la commune est relativement jeune. Le taux de personnes d'un âge supérieur à 60 ans (20,7 %) est en effet inférieur au taux national (21,8 %) et au taux départemental (21,4 %).
À l'instar des répartitions nationale et départementale, la population féminine de la commune est supérieure à la population masculine. Le taux (51,4 %) est du même ordre de grandeur que le taux national (51,9 %).
La répartition de la population de la commune par tranches d'âge est, en 2008, la suivante :
- 48,6 % d’hommes (0 à 14 ans = 23,1 %, 15 à 29 ans = 10,2 %, 30 à 44 ans = 25,9 %, 45 à 59 ans = 18,5 %, plus de 60 ans = 22,2 %) ;
- 51,4 % de femmes (0 à 14 ans = 21,1 %, 15 à 29 ans = 19,3 %, 30 à 44 ans = 23,7 %, 45 à 59 ans = 16,7 %, plus de 60 ans = 19,3 %).

| Hommes | Classe d’âge | Femmes |
| ------ | ------------ | ------ |
| 0,0    | 90 ans ou +  | 0,0    |
| 7,4    | 75 à 89 ans  | 5,3    |
| 14,8   | 60 à 74 ans  | 14,0   |
| 18,5   | 45 à 59 ans  | 16,7   |
| 25,9   | 30 à 44 ans  | 23,7   |
| 10,2   | 15 à 29 ans  | 19,3   |
| 23,1   | 0 à 14 ans   | 21,1   |

| Hommes | Classe d’âge | Femmes |
| ------ | ------------ | ------ |
| 0,4    | 90 ans ou +  | 1,1    |
| 6,3    | 75 à 89 ans  | 9,5    |
| 12,1   | 60 à 74 ans  | 13,1   |
| 20,0   | 45 à 59 ans  | 19,4   |
| 20,3   | 30 à 44 ans  | 19,3   |
| 20,2   | 15 à 29 ans  | 18,9   |
| 20,7   | 0 à 14 ans   | 18,7   |

## Économie

### Revenus de la population et fiscalité
Le revenu fiscal médian par ménage était en 2010 de 17 081 €, pour une moyenne sur le département de 17 632 €.
En 2009, 50 % des foyers fiscaux étaient imposables, pour 51 % sur le département.

### Tissu économique
Sur 21 établissements présents sur la commune à fin 2010, 38 % relevaient du secteur de l'agriculture (pour une moyenne de 17 % sur le département), 14 % du secteur de l'industrie, 10 % du secteur de la construction, 29 % de celui du commerce et des services et 10 % du secteur de l'administration et de la santé.
Champteussé-sur-Baconne comporte une installation de stockage de déchets dangereux (ISDD) de la Société d’exploitation de décharge angevine (SEDA),. Elle a reçu dans le passé des déchets radioactifs artificiels. En 2016, elle est homologuée pour recevoir des déchets à radioactivité naturelle élevée.

## Culture locale et patrimoine

### Lieux et monuments
- Église Saint-Martin
- Logis Sainte-Barbe
- Presbytère